# Diastylis enigmatica
Diastylis enigmatica is een zeekommasoort uit de familie van de Diastylidae. De wetenschappelijke naam van de soort is voor het eerst geldig gepubliceerd in 1993 door Ledoyer.